# Insektsätare (Insectivora)

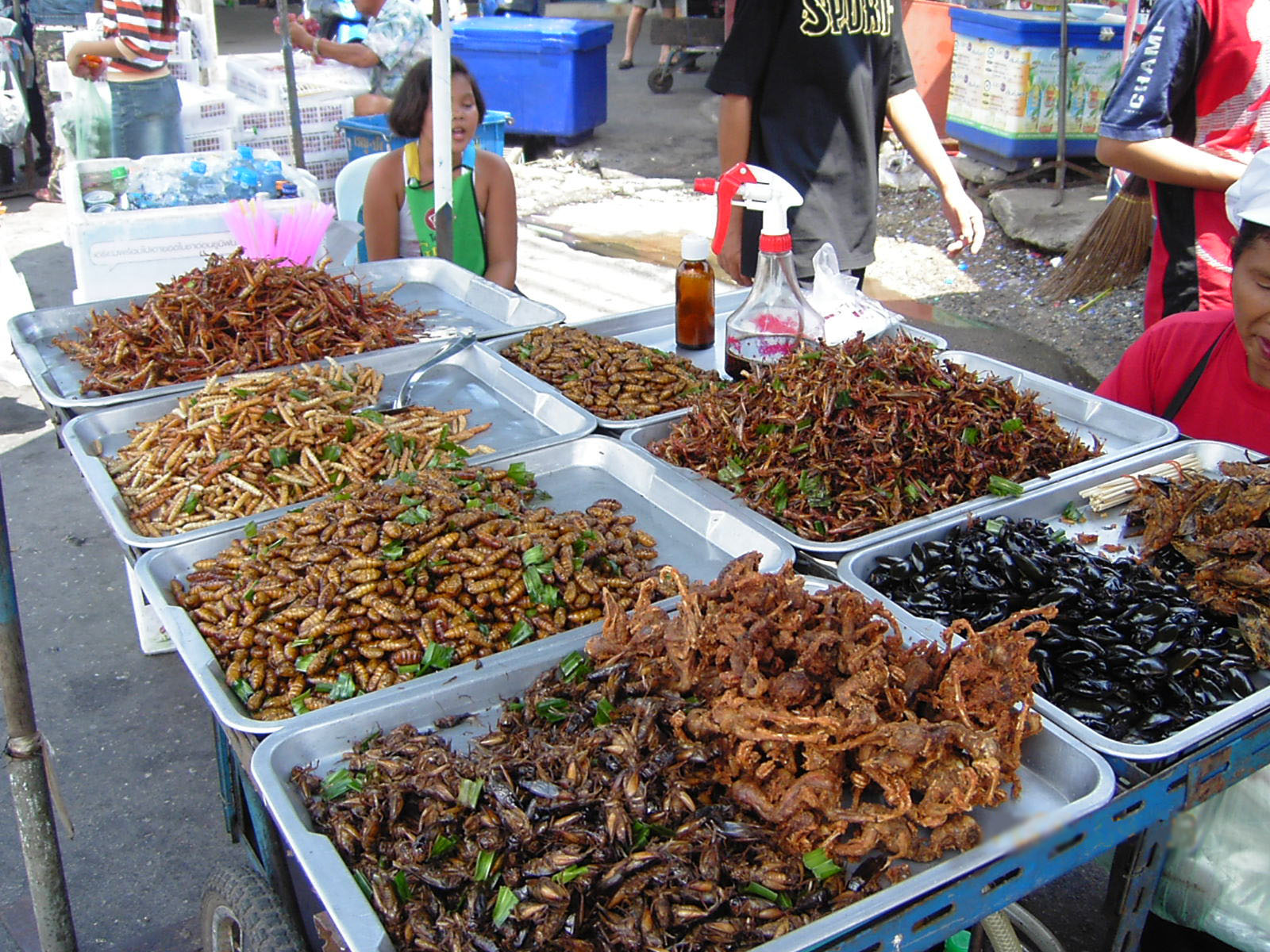
Människor äter också insekter, det är en viktig bit av födan främst för människor i asien, på bilden friterade insekter sålda i ett matstånd i Bangkok.

En Insektsätare är ett köttätande djur som huvudsakligen livnär sig på insekter och liknande smådjur, för att tillgodose sitt dagliga näringsbehov.  
En alternativ term för att äta insekter är entomofagi, en term som också syftar på människor som äter insekter.
Att vara insektsätande får inte förväxlas med ordningen insektsätare (Eulipotyphla, tidigare även kallad Lipotyphla), som är en grupp insektsätande däggdjur.
Många fåglar har insekter som sin primära föda, men det finns många fler djurarter som använder denna födokälla. Exempel på sådana arter är igelkottar, mullvadar, näbbmusar, grodor, ödlor, fladdermöss och spindlar.
De flesta insektsätare är små, men myrslokar och jordvargaren   blir stora, även brunbjörn äter insekter.
Många insektsätande arter har någon form av anpassning för att fånga och äta insekterna, till exempel myrsloken som med sin långa tunga kan nå långt in i ett termitbo
Köttätande växter är också insektsätare. Exempel på insekter som äter insekter är trollsländor, bålgetingar, nyckelpigor och nattfjärilar.